# Gare de Bathurst
La  gare de Bathurst à Bathurst au Nouveau-Brunswick est desservie par le train l'Océan de Via Rail Canada en provenance de Montréal vers Halifax.